# Vasikkasaari (ö i Finland, Norra Savolax, Kuopio, lat 63,31, long 28,04)
Vasikkasaari är en ö i Finland. Den ligger i sjön Syväri och i kommunen Kuopio i den ekonomiska regionen  Kuopio ekonomiska region  och landskapet Norra Savolax, i den centrala delen av landet, 400 km norr om huvudstaden Helsingfors. Öns area är 3,6 hektar och dess största längd är 410 meter i nord-sydlig riktning.